# Firefly Alpha
Firefly Alpha (Firefly α) – dwustopniowa rakieta nośna opracowana przez amerykańską firmę Firefly Aerospace w celu konkurowania na rynku komercyjnego wynoszenia małych satelitów. Pierwszy lot rakiety Firefly Alpha miał miejsce 3 września 2021 roku, ale ostatecznie rakieta nie dotarła na orbitę okołoziemską, ponieważ doszło do anomalii jednego z silników pierwszego stopnia rakiety. Podczas drugiego startu rakiety, przeprowadzonego 1 października 2022 roku, Firefly Aerospace z powodzeniem osiągnęła orbitę okołoziemską. W ramach misji rozmieszczono siedem sztucznych satelitów, jednak zostały one umieszczone na niższej niż zakładano orbicie. W konsekwencji większość satelitów weszła ponownie w atmosferę i uległa deorbitacji przed zakończeniem planowanego okresu eksploatacji, około tydzień po starcie. Pierwszy w pełni udany lot rakiety Firefly Alpha miał miejsce 15 września 2023 roku.

## Historia
Pierwotny projekt rakiety Firefly Alpha z 2014 roku zakładał budowę dwustopniowego pojazdu nośnego, którego pierwszy stopień miał być napędzany silnikami rakietowyymi FRE-2, wykorzystującymi metan i ciekły tlen. We wrześniu 2016 roku przeprowadzono pełnoskalowy test komory spalania silnika. Wersja rakiety Firefly Alpha z 2014 roku była projektowana z myślą o wynoszeniu ładunku użytecznego o masie do 400 kilogramów na niską orbitę okołoziemską.
W 2015 roku NASA, w ramach programu Launch Services Program, przyznała firmie Firefly Space Systems (poprzednikowi Firefly Aerospace) kontrakt o wartości 5,5 miliona dolarów. Celem tego programu było wsparcie rozwoju rakiety Firefly Alpha oraz ułatwienie dostępu do przestrzeni kosmicznej dla prywatnego przemysłu kosmicznego.
Po ogłoszeniu upadłości przez Firefly Space Systems w marcu 2017 roku, a także reorganizacji spółki działającej od teraz pod nazwą Firefly Aerospace, z udziałem nowych właścicieli, kontynuowano projektowanie i konstrukcję rakiety Firefly Alpha. Nowa wersja rakiety cechowała się ponad dwukrotnie większą zdolnością wynoszenia ładunku użytecznego w porównaniu do projektu z 2014 roku. Zmieniona rakieta Firefly Alpha nadal posiadała dwa stopnie, lecz oba miały średnicę 1,8 metrów, a silniki wykorzystywały od teraz naftę RP-1 jako paliwo oraz ciekły tlen jako utleniacz.
W marcu 2018 roku Firefly Aerospace oszacowała całkowity koszt rozwoju rakiety Firefly Alpha na około 100 milionów dolarów. W 2024 roku Firefly Aerospace ogłosiła plany integracji ładunków użytecznych przy pomocy naziemnego obiektu integracyjnego (nazwanego Horizontal Integration Facility) na wyspie Wallops w stanie Wirginia.

## Miejsce startów
Firefly Aerospace wydzierżawiło stanowisko startowe SLC-2W mieszczące się w Bazie Sił Kosmicznych Vandenberg. stanowisko to wcześniej obsługiwało loty rakiet nośnych Delta i Thor-Agena. Ponadto Firefly Aerospace planuje odnowić i wykorzystać stanowisko startowe SLC-20 znajdujące się w Bazie Sił Kosmicznych Cape Canaveral do startów rakiety Firefly Alpha w przyszłości.

## Wykaz lotów
| Data                           | Miejsce startu     | Ładunek                                         | Orbita                       | Klient | Status            |
| ------------------------------ | ------------------ | ----------------------------------------------- | ---------------------------- | --- | ----------------- |
| 3 września 2021, 01:59 UTC     | Vandenberg, SLC-2W | Różnorodne                                      | Wsteczna orbita okołoziemska | | Porażka           |
| 1 października 2022, 07:01 UTC | Vandenberg, SLC-2W | TechEdSat-15, TIS Serenity, PicoBus             | Wsteczna orbita okołoziemska | Ames Research Center, Uniwersytet Stanowy San Jose, Teachers in Space, Inc., Libre Space Foundation, Fossa Systems, AMSAT | Częściowa porażka |
| 15 września 2023, 02:28 UTC    | Vandenberg, SLC-2W | VICTUS NOX                                      | Orbita heliosynchroniczna    | Dowództwo Systemów Kosmicznych                                                                                            | Sukces            |
| 22 grudnia 2023, 17:32 UTC     | Vandenberg, SLC-2W | Tantrum (Electronically Steerable Antenna Demo) | Niska orbita okołoziemska    | Lockheed Martin | Częściowa porażka |
| 4 lipca 2024, 04:04 UTC        | Vandenberg, SLC-2W | VCLS Demo-2FB                                   | Orbita heliosynchroniczna    | NASA | Sukces            |
| 28 kwietnia 2025, 13:37 UTC    | Vandenberg, SLC-2W | LM 400 Satellite                                | Niska orbita okołoziemska    | Lockheed Martin | Porażka           |